# Testudinaria derocheae
Espèce
Testudinaria derocheae est une espèce d'araignées aranéomorphes de la famille des Araneidae.

## Distribution
Cette espèce est endémique de la province d'Orellana en Équateur,. Elle se rencontre vers Tiputini.

## Description
Le mâle holotype mesure 2,39 mm.

## Systématique et taxinomie
Cette espèce a été décrite par Dupérré et Tapia en 2023.

## Étymologie
Cette espèce est nommée en l'honneur de Dana M. De Roche. 

## Publication originale
- Dupérré & Tapia, 2023 : « Discovery of a new eye pattern in araneoid spiders, with the description of two new species of Testudinaria from the Ecuadorian Amazon (Araneae: Araneidae). » Annales de la Société Entomologique de France, (N.S.), vol. 59, no 5, p. 337-362.